# Vườn quốc gia Ivindo
Vườn quốc gia Ivindo là một vườn quốc gia nằm ở phía đông của trung Gabon thuộc các tỉnh Ogooué-Ivindo và Ogooué-Lolo. Nó được tổng thống Omar Bongo ký quyết định thành lập vào tháng 8 năm 2002 tại Hội nghị Thượng đỉnh Thế giới về Phát triển bền vững 2002 ở Johannesburg cùng với 12 vườn quốc gia khác của Gabon.
Vườn quốc gia nổi tiếng với thác nước Kongou ngoạn mục trên dòng sông Ivindo, thường được gọi là "kỳ quan của Ivindo". Vườn quốc gia này bao gồm cả Khu dự trữ sinh quyển Ipassa Makokou và khu rừng Langoué Baï, một trong năm khu rừng nguyên sinh quan trọng nhất ở miền Trung châu Phi.

## Địa lý và khí hậu
Vườn quốc gia bao gồm sông Ivindo, phụ lưu chính của sông Ogooué, núi Kingué cao 749 mét và Ngouadi cao 870 mét. Lượng mưa trung bình là 1672 mm, với lượng mưa cao nhất vào giữa tháng 9 đến tháng 12, và tháng 2, tháng 5. Các cơn giông dữ dội xảy ra theo mùa, và đôi khi có thể tạo ra những trận lốc xoáy cục bộ, đặc biệt là trên Cao nguyên Ipassa, những xáo trộn do tác động này gây ra có thể là nguyên nhân khiến khu rừng này bề ngoài giống rừng thứ sinh hơn. Nhiệt độ trung bình là 23,9 °C đo tại Makokou với sự thay đổi theo mùa chênh lệch trên dưới 3,3 °C.

## Mô tả
Với diện tích 300.000 hecta, gần như toàn bộ vườn quốc gia là rừng với hỗn hợp rừng ven biển Đại Tây Dương của Hạ Guinea và rừng nửa rụng lá đặc trưng của lưu vực trung tâm Congo.
Đây là nhà của 430 loài chim trong đó có chim hói đầu cổ xám quý hiếm nhiều loài động vật hoang dã đáng chú ý bao gồm Khỉ đột đất thấp phía Tây, tinh tinh, trâu rừng rậm châu Phi, lợn lông đỏ, linh dương Sitatunga, đặc biệt là một trong số những quần thể voi rừng châu Phi cuối cùng.